# لاوترباخ (تورینگن)
لاوترباخ (به آلمانی: Lauterbach) یک شهر در آلمان است که در وارتبورگکرایس واقع شده‌است. لاوترباخ ۶۴۲ نفر جمعیت دارد.